# Saint-Lazare (stacja metra)
Saint-Lazare – stacja 3, 12, 13 i 14 linii metra w Paryżu. Stacja znajduje się w 8. dzielnicy Paryża. Na linii 3 stacja została otwarta 14 października 1904, na linii 12 – 5 grudnia 1910, na linii 13 – 26 lutego 1911, a na linii 14 – 16 grudnia 2003.
W 2009 była to 2. najpopularniejsza stacja w paryskim metrze, z 46,5 mln pasażerów rocznie.